# Delano Limaheluw
Delano Christian Limaheluw (Almelo, 18 maart 1984) is een Nederlandse radio-dj, sportjournalist en acteur van Molukse afkomst.

## Carrière
Limaheluw begon zijn radiocarrière bij jongerenzender FunX. Na meerdere programma's te hebben gepresenteerd werd al snel duidelijk dat Limaheluws passie bij sport ligt. Namens FunX was Limaheluw aanwezig bij de Olympische Spelen in Beijing om verslag te doen van dit evenement. Limaheluw heeft een wekelijkse radiosportprogramma op FunX, waar Ruben Houkes, Gregory Sedoc, Ryan Babel, Jeffrey Wammes, Lisanne de Roever, Esther Vergeer en vele anderen te gast zijn geweest.
Sinds september 2008 maakt Limaheluw reportages voor Dichtbij Nederland, een radioprogramma van de Nederlandse Programma Stichting (NPS) en presenteert hij samen met Zarayda Groenhart iedere maandagavond een show op hiphop radiozender Lijn5. Verder presenteerde hij kort het programma Bruja& Co op de regionale televisiezender MTNL.  Sinds oktober 2008 heeft Limaheluw zijn eigen mediabedrijf en maakt hij sportdocumentaires. januari 2009 rondde hij zijn eerste documentaire af rondom olympisch finalist wildwaterkanovaren Robert Bouten.
Op 3 mei 2009, is Limaheluw te zien geweest in de telefilm De Punt, geregisseerd door Hanro Smitsman. In de film, die gaat over de tweede Molukse treinkaping, speelt Limaheluw 'Anis', de leider van de kapers.

## Filmografie
- 2009 - De Punt (film) - Anis